# Reichsjugendführer

Patki kołnierzowe Reichsjugendführera

Reichsjungendführer – najwyższy stopień w hitlerowskiej organizacji młodzieżowej Hitlerjugend. Ranga ta dawała władzę nad całą organizacją. W SS odpowiadał mu stopień Reichsführera.